# Battle Bears Gold
Battle Bears Gold es un videojuego multijugador de disparos en tercera persona desarrollado por SkyVu, una empresa con sede en Omaha, Nebraska. Se lanzó por primera vez el 24 de mayo de 2013 en la App Store y Google Play. El juego se lanzó más tarde para Android el 3 de junio de 2013 y para Windows a través de la Windows Store más tarde ese mismo año. Cuenta con 11 clases diferentes que lucharán en 5 modos de juego diferentes.

## Jugabilidad
Battle Bears Gold es un juego de disparos con osos caricaturescos de 11 clases que lucharán entre sí en varios mapas de juego. Los 12 personajes son Oliver (Soldado), B-1000 (Asalto), Riggs (Pesado), Wil (Chub Scout), Huggable (Abrazable), Astoria (Francotirador), Graham (Ingeniero), Tillman (Demolición), Botch (Asesino), Saberi (Técnico de combate) y Sánchez (Árbitro). Los jugadores competirán en diferentes modos de juego con objetivos variables según el modo de juego seleccionado. El juego ha recibido múltiples elogios de los premios «mejor aplicación jamás hecha», así como comentarios, reseñas y cobertura de sitios como Slide To Play. La aplicación fue desarrollada por SkyVu Entertainment, una empresa con sede en Omaha, y lanzada como sucesora de Battle Bears Royale. Es el juego principal de SkyVu en la actualidad y es mantenido por compras dentro de la aplicación en forma de «joules», los cuales también se pueden obtener jugando, y bidones de gasolina, que se deben comprar. El juego tiene un sistema de clasificación que avanza con cada partida.

### Modos de juego
- Duelo a muerte por equipos: hasta ocho jugadores se dividen en dos equipos para luchar durante cuatro minutos. Si ambos equipos tienen la misma cantidad de muertes, ganará el equipo que haya causado más daño.
- Todos contra todos: una batalla sin aliados con un límite de tiempo de 4 minutos.
- Colocar la bomba: cada equipo debe cooperar para llevar una bomba desde el centro del mapa hasta una trampilla de eliminación ubicada cerca de la base enemiga en un límite de tiempo de 5 minutos. El equipo que haya colocado más bombas ganará. En caso de un empate, ganará el equipo con más muertes o más daño.
- Batalla de ladrillos: los jugadores deben luchar con ladrillos.
- Tutorial: muestra cómo jugar el juego, incluyendo cómo disparar, moverse, cambiar de armas, usar habilidades especiales y otros comandos.

### Modos de juego Ex
- Rey del molino de viento: dos equipos de cuatro personas luchan por bases conocidas como «molinos de viento» para ganar puntos en cuatro minutos y medio. El equipo que haya capturado más molinos de viento al final del límite de tiempo ganará.

### Plataformas compatibles
El juego está disponible de forma gratuita en las tiendas de Windows, Android, Google Play y iOS. A partir de mayo de 2014, todas las plataformas de Battle Bears Gold (excepto Windows) están actualizadas con la última versión 2.23.
Battle Bears Gold admite compras dentro de la aplicación a través de Google Play Store, Windows 8 Store y Apple iTunes/App Store.

### Mapas
Los mapas están compuestos por una amplia variedad de lugares incluyendo «No Bears' Land» (una zona de guerra), «Skate or Die» (un parque de patinaje) y «Abusement Park» (una feria). Cada uno tiene sus propias características que afectan la jugabilidad, desde salientes que afectan a las armas aéreas hasta paredes semitransparentes que bloquean el camino del personaje del jugador; algunos mapas incluso son interactivos.

## Sistema de reputación
Después de una partida, los jugadores tendrán un «sistema de aprobación/desaprobación». Los jugadores pueden dar calificaciones en función de las acciones de otros jugadores en el juego. El sistema de reputación se utiliza para marcar a los jugadores infractores y ponerles un tiempo fuera, así como para recompensar las acciones positivas de los jugadores con dinero gratis en el juego.

## Desarrollo
Battle Bears Gold se lanzó como una versión de su predecesor, Battle Bears Royale.

## Recepción
Gamewoof dijo sobre Battle Bears Gold: «De vez en cuando, algo que parece una pérdida de tiempo al principio te sorprende y termina siendo algo que vale la pena. Battle Bears Gold es uno de esos juegos».
Lonniedos dijo sobre Battle Bears Gold: «Qué demonios... ese oso tiene un arma. No sé si no le estamos prestando suficiente atención. Voy a pensar que probablemente sea así porque no se le presta demasiada atención a eso, ese oso tiene un arma, vamos a jugar».
Dan Avery de Queerty escribe sobre Battle Bears: «Battle Bears, un lanzamiento exitoso de SkyVu Entertainment, muestra a soldados osos militares atacando a osos rosados cálidos y suaves llamados Huggables. Sin embargo, cuando les disparan a las adorables criaturas, sangran arcoíris en lugar de sangre y tripas».